# 작전 중 사망

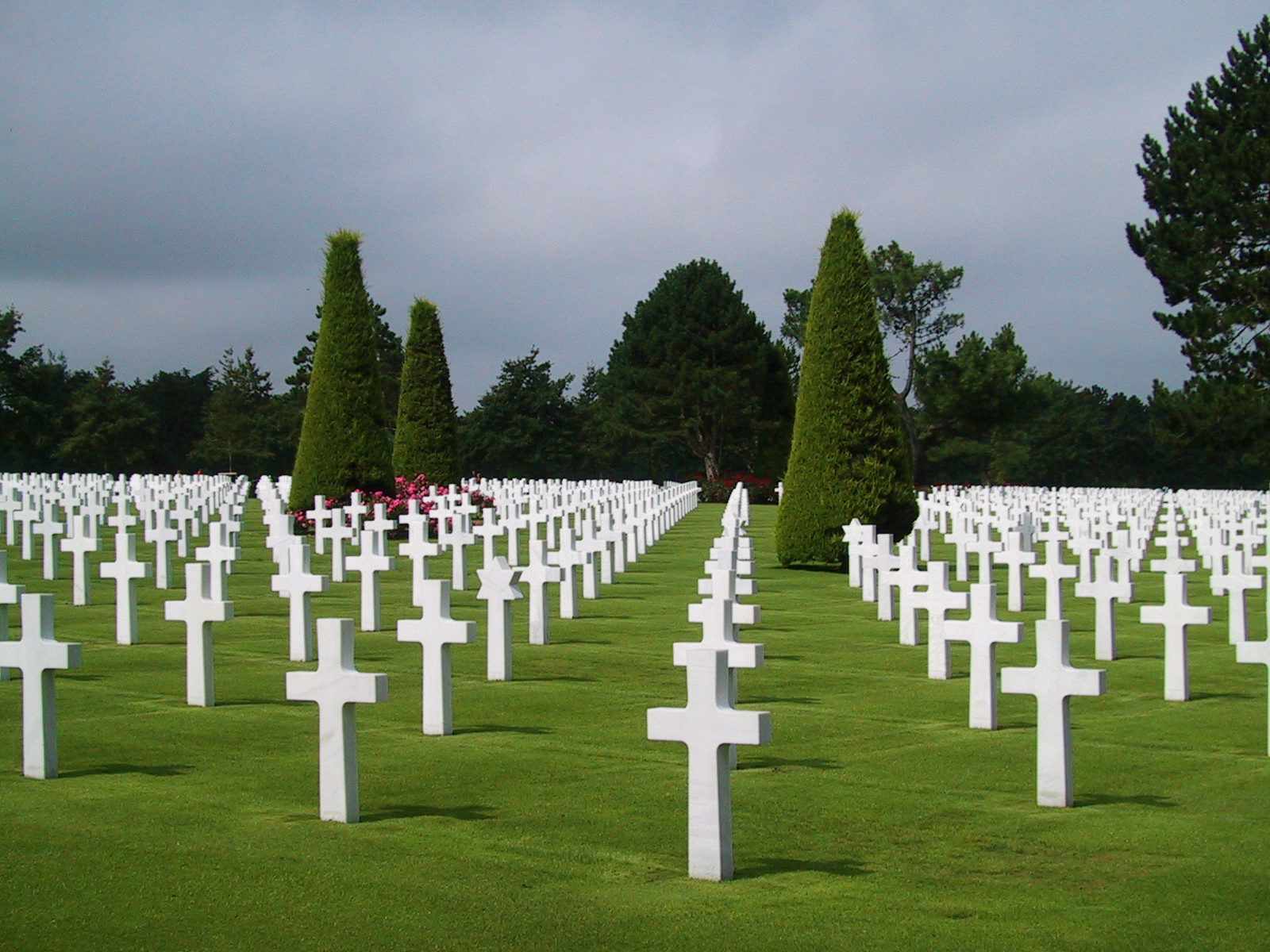
프랑스 콜빌쉬르메르 인근에 있는 노르망디 아메리칸 묘지 및 기념비는 제2차 세계 대전 중 유럽에서 사망한 미군을 기리는 곳이다.

작전 중 사망(영어: Killed in action, KIA, 作戰中死亡) 혹은 전사(戰死)는 군대와 시민 수비대 혹은 게릴라 같은 구성원들이 전투에 참가하여, 그 활동 중 사망하는 것을 말한다.
보통 전몰은 전쟁으로 사망하는 것을 공통적으로 지칭하지만, 전투에 휘말린 민간인 희생자와 출정 중인, 직접 전투에 상관없는 병사자도 포함된다. 나토는 전투 중 바로 사망하거나, 전투 중 입은 부상 또는 치료를 받기 전에 부상으로 인해 사망하는 사상자를 말한다.

## 대한민국에서의 전사 용어의 의미
대한민국에서는 전사(戰死) 혹은 전사자(戰死者)라는 용어가 전쟁에서 전투 중 사망자 즉 미군의 (Killed in Action)에 대응하는 순수 전사자의 의미 그리고 전쟁시 전투 중 사망자는 아니지만 전쟁에 참전해서 사고 등으로 사망한 순직자(殉職者)들도 포함해서 넓은 의미로 6.25 전쟁 국군 전사자 약 138,000명, 베트남 전쟁 국군 전사자 약 5,000명 이렇게 참전한 군인 중 모든 사망자를 포함하는 용어로 의미가 확장되어 두가지 의미로 사용되고 있다.
그러므로 전사 혹은 전사자 용어가 등장하는 통계 등에서 주석 등으로 별도의 설명이 없으면 순수하게 전쟁에서 전투 중 사망한 군인을 의미하는 것인지 넓게 해석하여 전쟁 중 사망한 모든 군인들을 의미하는 것인지 판단이 요구된다.

## 기아자동차와의 관계
1990년대 미국에서는 기아자동차의 부진 이유 중 하나로 이 단어의 줄임말과 기아자동차의 '기아' 부분이 철자가 같기 때문에 부정적으로 생각하여 사람들이 꺼려하기도 했다. 실제로 이러한 이름 때문에 종종 개그 소재로 사용되기도 하며, 심슨 가족 에피소드에서도 이와 관련한 대사가 존재한다. 때문에 기아차는 자칫 전사자가 타는 차라는 인상을 줄 수 있어 앞글자 K를 제외한 ‘i’와’a’를 소문자로 표기, 줄임말이 아니라는 것을 어필하기도 했다.

## 같이 보기
- 인적 손실